# اوا فارنا
اوا فارنا (به انگلیسی: Ewa Farna) (زاده ۱۲ اوت ۱۹۹۳) یک خواننده پاپ راک لهستانی از جمهوری چک است. او در شهر شونیت (Třinec) که محل سکونت اقلیت لهستانی جمهوری چک است، به دنیا آمد. فارنا سه آلبوم استودیویی با ترانه‌هایی به زبان چک منتشر کرد که با دریافت عنوان پلاتینیوم در رده آلبوم‌های پرفروش جمهوری چک قرار گرفت و این آلبوم‌ها بعداً با زبان لهستانی دوباره ضبط و منتشر شدند. فارنا جوان‌ترین خواننده موفق تجاری جمهوری چک است. او در سال ۲۰۱۰ با یک تک آهنگ به زبان انگلیسی نامزد دریافت جوایز انتخاب نوجوان (Teen Choice Awards) شد.

## زندگینامه
اوا فارنا متولد ۱۲ اوت ۱۹۹۳ در شهر شونیت(Třinec)، جمهوری چک است. او دوران کودکی‌اش را در مدرسه‌ی ابتدایی لهستانی وندرن (Vendryně)وپنج سال پیانو زدن در هنرستان و در مدرسه‌ی رقص گذراند.
فارنا اولین بار با برنده شدن در مسابقات محلی استعدادها، هر دو مسابقه، جمهوری چک در سال۲۰۰۴ و لهستان در سال ۲۰۰۵ توجه عموم را به خود جلب کرد.پس از این که استعداد او به وسیله‌ی ورونکا(Lešek Wronka) آهنگساز کشف شد، اولین آلبوم خود "کلاً منو دوست داشتی"(Měls mě vůbec rád)در سال ۲۰۰۶ منتشر کرد.این آلبوم با دریافت جایزه‌ی "الهام سال" (Revelation of the Year) با نظرسنجی ملی از طرف "بلبل چک" (The Czech Nightingale) در سال ۲۰۰۶ همراه بود.آلبوم دوم او Ticho در سال ۲۰۰۷ منتشر شد که دومین آلبوم پرفروش جمهوری چک شد و سپس ورژن لهستانی اولین آلبومش را با عنوان Sam na Sam منتشر کرد.پس از تور کنسرت، دی وی دی کنسرت او (Blíž ke hvězdám) پرفروش‌ترین دی وی دی سال ۲۰۰۸ جمهری چک شد.در اوایل سال ۲۰۰۹ او آلبوم دوم خودش را با نام Cicho به زبان لهستانی ارائه داد.

آلبوم دیگر او با عنوان Virtuální در تاریخ ۲۶اکتبر ۲۰۰۹ منتشر شد، تور کنسرت ۲۰۰۹-۲۰۱۰ او با عنوان Buď Virtuální از ۳نوامبر ۲۰۰۹ در برنو آغاز و قسمت بین‌المللی تور در۲۹دسامبر۲۰۰۹ در پراگ پایان یافت. قسمت بین‌المللی تور کشورهای لهستان و اسلواکی را پوشش می‌داد.

## جدول آلبومها
| گواهینامه‌ها         | جزئیات آلبوم                                                                    | عنوان آلبوم       |
| ------------------- | ------------------------------------------------------------------------------- | ----------------- |
| پلاتینیوم جمهوری چک | - انتشار:۶ نوامبر ۲۰۰۶ - برچسب:موسیقی جهانی جمهوری چک - فرمت: لوح فشرده         | Měls mě vůbec rád |
| پلاتینیوم جمهوری چک | - انتشار: ۱اکتبر ۲۰۰۷ - برچسب: موسیقی جهانی جمهوری چک - فرمت: لوح فشرده         | Ticho             |
| _                   | - انتشار:۹نوامبر ۲۰۰۷ - برچسب: موسیقی جهانی لهستان - فرمت: لوح فشرده            | Sam na sam        |
| _                   | - انتشار:۱۰نوامبر ۲۰۰۸ - برچسب: موسیقی جهانی جمهوری چک - فرمت:لوح فشرده ودی‌وی‌دی | Blíž ke hvězdám   |
| پلاتینیوم لهستان    | - انتشار:۹مارس ۲۰۰۹ - برچسب:Magic Records - فرمت: لوح فشرده                     | Cicho             |
| _                   | - انتشار:۲۶اکتبر ۲۰۰۹ - برچسب: موسیقی جهانی جمهوری چک - فرمت:لوح فشرده ودانلود  | Virtuální         |
| گلد لهستان          | - انتشار:۵نوامبر ۲۰۱۰ - برچسب:Magic Records - فرمت: لوح فشرده                   | Ewakuacja         |

## جوایز
۲۰۰۴
- نفر اول مسابقات آواز محلی در Frýdek-Místek

۲۰۰۵
- نفر اول فستیوال جوانان اروپا در لهستان

۲۰۰۶
- جایگاه نخست در مسابقه تلویزیونی آواز لهستانی :Szansa na sukces (شانسی برای موفقیت)
- Český slavík: "Revelation of the year" (الهام سال)

۲۰۰۷
- جایزه ی RGM Music از کانال TV Óčko: Revelation of the year
- آلبوم سال:پرفروش‌ترین آلبوم سال ۲۰۰۶:Měls mě vůbec rád
- مجله ی پاپ و راک :Revelation of the year
- Anděl۲۰۰۶:نامزد جایزه‌ی Revelation of the year
- گواهینامه‌ی پلاتینیوم برای فروش بیش از بیست هزار نسخه‌ای آلبوم Měls mě vůbec rád
- جوایز کودکان جتیکس :بهترین خواننده
- Český slavík : رده چهارم برترین خواننده زن
- گواهینامه پلاتینیوم برای Ticho

۲۰۰۸
- Anděl۲۰۰۷:رده سوم برترین خواننده زن
- Týtý:رده سوم برترین خواننده زن
- جوایز کودکان جتیکس :محبوب‌ترین خواننده
- Český slavík :رده سوم برترین خواننده زن
- جایزه Srebrne Spinki از جانب سرکنسول جمهوری لهستان در اوستراوا برای موفقیت در موسیقی و ترویج زبان اقلیت لهستانی ازZaolzie [۴]

۲۰۰۹
- نفر اول فستیوال Opole : آلبوم (Cicho)- آلبوم سال [۲]
- آلبوم سال :پرفروش‌ترین دی‌وی‌دی :Blíž ke hvězdám
- Anděl ۲۰۰۸:نامزدی خواننده سال
- نامزد بهترین خواننده لهستانی جایزه ام‌تی‌وی اروپا
- نفر اول بهترین خواننده به انتخاب Musiq1 Television Awards (اسلواکی)
- Český slavík:رده سوم برترین خواننده زن

۲۰۱۰
- جایگاه دوم در رده موسیقی—Telekamery جوایز ۲۰۱۰ (لهستان)
- برنده در رده موسیقی پاپ—بهترین هنرمند ۲۰۰۹—وب سایت Miasto Muzyki (لهستان)
- سومین زن خواننده سال ۲۰۰۹—جوایز۲۰۰۹ Bravoora (لهستان)
- بنده جایزه‌ی Zlote Dzioby ۲۰۰۹ -Revelation of the Year- جوایز رادیو Wawa (لهستان)
- جایگاه نخست هنرمند سال ۲۰۱۰ و ترانه‌ی سال (Cicho)-جوایز Viva Comet سال ۲۰۱۰
- Eska Music Awards-برنده ترانه‌ی سال (Cicho)